# Галоян Сімон Оганесович
Сімон Оганесович Галоян (нар. 2 липня 2002, Солнечногорськ, Росія) — український футболіст вірменського походження, центральний півзахисник кременчуцького «Кременя».

## Життєпис
Народився в місті Солнечногорськ Московської області, але в юному віці переїхав до України. У ДЮФЛУ з 2015 по 2020 рік виступав за київську «Зміну-Оболонь».
Восени 2020 року приєднався до «Оболоні-2». У футболці бучанського клубу дебютував 9 жовтня 2020 року в програному (0:1) виїзному поєдинку 6-го туру групи «А» Другої ліги України проти галицьких «Карпат». Сімон вийшов на поле в стартовому складі та відіграв увесь матч. За першу команду «пивоварів» дебютував 31 березня 2021 року в переможному (3:1) домашньому поєдинку 19-го туру Першої ліги України проти кременчуцького «Кременя». Галоян вийшов на поле на 77-й хвилині замість Артура Мурзи. Цей матч виявився єдиним для юного півзахисника у складі першої команди «Оболоні», решту ж сезону виступав за дублюючий склад (13 матчів) у Другій лізі України.
Напередодні старту сезону 2021/22 років став одним з десяти новачків «Кременя». У футболці кременчуцького клубу дебютував 31 липня 2021 року в програному (0:2) виїзному поєдинку 2-го туру Першої ліги України проти «Краматорська». Сімон вийшов на поле на 79-й хвилині замість Богдана Бичкова. Першим голом у професіональному футболі відзначився 18 вересня 2022 року на 57-й хвилині переможного (7:0) домашнього поєдинку 4-го туру групи «Б» Першої ліги України проти «Гірника-Спорту». Галоян вийшов на поле в стартовому складі, а на 61-й хвилині його замінив Владислав Молько.